# Grilo (Baião)

Grilo es una freguesia portuguesa del concelho de Baião, con 6,11 km² de superficie y 680 habitantes (2001). Su densidad de población es de 111,3 hab/km².